# Estela de Yauya
La estela de Yauya es un monolito o una escultura de piedra de gran tamaño, perteneciente a la cultura Chavín del Perú antiguo (hacia 900-200 a. C.). Sobre su superficie se halla labrada la figura de un ser mítico. Actualmente está quebrada en cuatro partes. Todos los fragmentos fueron hallados en las inmediaciones del Tambo Real de Huancabamba, en el distrito de Yauya en Áncash. El fragmento mayor fue hallado por el arqueólogo peruano Julio C. Tello en 1919. Este lo bautizó con dicho nombre (también se le conoce como la piedra de Yauya). Los otros trozos fueron hallados entre los años 1960 y 1990. De estos fragmentos se infiere una idea cabal de la forma original del monolito. Medía 3 m de alto, 50 cm de ancho y 18 cm de grosor. Sobre sus relieves existen diversas interpretaciones. Según Tello, se trata de la representación de una divinidad ictiomorfa o con forma de pez; se basa principalmente en los diseños que parecen vértebras del espinazo de un pez y escamas estilizadas. Según Rowe es la imagen de un caimán. Según Federico Kauffmann Doig representa a un felino volador, interpretando como plumas lo que a Tello le parecieron escamas.

## Descubrimiento
El fragmento más grande, que corresponde aproximadamente a la mitad de la escultura, fue descubierto en 1919 por Julio C. Tello en el curso de unas investigaciones realizadas en Yauya, en la provincia de Carlos Fermín Fitzcarrald del departamento de Áncash. Este lugar se halla a varias decenas de kilómetros del sitio arqueológico de Chavín de Huántar. La pieza lítica, que es de estilo inconfundiblemente chavín, debió ser trasladada a Yauya en época no precisada, teniendo en cuenta que en esta localidad no existen yacimientos de la época formativa. Un relato local asegura que el hacendado Ponce León Melgarejo lo trajo desde las ruinas del Tambo Real de Huancabamba, hacia las primeras décadas del siglo XIX. Tello describió minuciosamente el monolito y concluyó que la imagen labrada en su superficie es de una divinidad ictiomorfa, es decir, con forma de pez, pero vinculada al felino y a la luna. Actualmente se halla en el Colegio de Yauya.
En 1964 Julio Espejo Núñez informó del hallazgo de otro fragmento de la estela, cuyo paradero actualmente se desconoce. En 1993 se halló accidentalmente un fragmento más, a pocos centímetros por debajo de la superficie de un campo de cultivo en Montengayoc, cerca de Chincho (en el mismo distrito de Yauya). Inicialmente se pensó que se trataba de una escultura distinta, por lo que fue denominado como el Monolito de Chincho, pero por su forma e imágenes similares a la de Yauya quedó evidente que formaba la parte superior de esta última. Hoy este fragmento se halla guardado en el Colegio San Diego de Chincho.

## Estudios
Los estudios más importantes sobre la estela de Yauya han sido los realizados por los arqueólogos Richard Burger y Álex Herrera. Este último ha realizado un trabajo arqueológico más extenso y minucioso en la zona del Callejón de Conchucos, provincia de Carlos Fermín Fitzcarrald, y tiene publicaciones importantes sobre el resultado de sus investigaciones, como La complejidad social en la sierra de Áncash, edición bilingüe, de la que es coautor con la arqueóloga italiana Carolina Orsini y arqueólogo inglés K. Lane. Un extracto de estos estudios ha sido publicado en la revista Centinela, órgano de difusión cultural de Yauya, dirigido por Nicolás Carbajal, en su edición especial de noviembre de 2005 y siguientes ediciones, con motivo del primer centenario de la creación política del distrito de Yauya.

## Descripción
Sobre la base de los cuatro fragmentos descubiertos se tiene una idea cabal de la forma original del monolito,  de granito, siendo la piedra tallada  un prisma de base rectangular. Medía 3 m de alto, 50 cm de ancho y 18 cm de grosor. Sobre su superficie frontal se halla representada en altorrelieve la imagen de un ser híbrido, monstruoso, mostrado por sus dos costados, en forma vertical. La imagen tiene el cuerpo serpentiforme y enroscado, con cabezas provistas de hocicos felínicos con colmillos y ojos con pupila excéntrica.  Sobre el eje vertical de esta representación se ven motivos superpuestos que sugieren vértebras, las que conforman una columna vertebral, y a ambos lados figuran unos diseños geométricos que para algunos estudiosos representan escamas y para otros plumas.

## Interpretaciones
Sobre los grabados que se aprecian en la estela de Yauya existen diversas interpretaciones. Según Tello, se trata de la representación de una divinidad ictiomorfa o con forma de pez, basándose principalmente en los diseños que parecen vértebras del espinazo de un pez y escamas estilizadas. Para John Rowe es la imagen de un caimán, comparándola con la supuesta representación de la pareja de caimanes del obelisco Tello. Para Federico Kauffmann Doig representa a un felino volador, interpretando como plumas lo que a Rowe le parecieron escamas, basándose en otras figuras chavines que representan alas estilizadas; en cuanto a las vértebras, supone que no hay razón para identificarlas únicamente con las de un pez, pues comparándolas con figuras similares de los relieves de Sechín, es admisible relacionarlas también con las de animales superiores.